# Zero insertion force

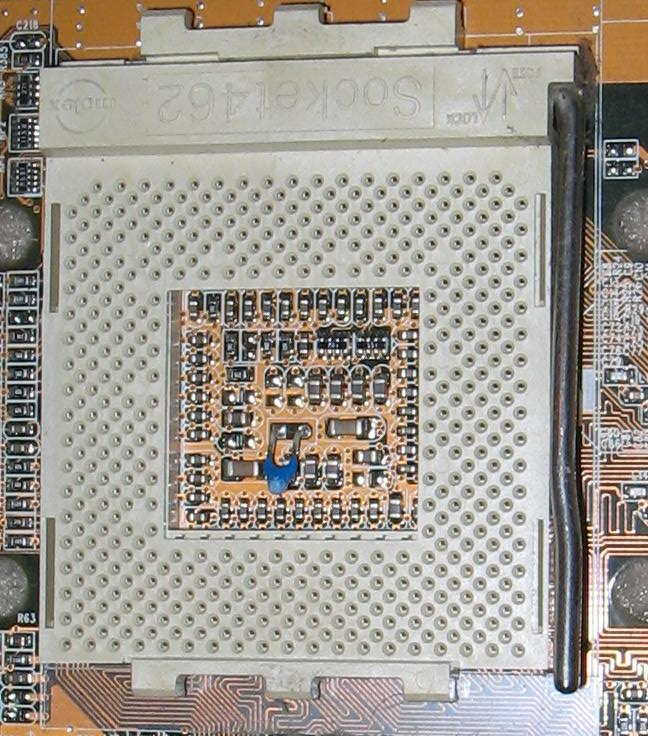
Un socket ZIF.

ZIF est un acronyme de l’anglais zero insertion force qui signifie force d’insertion nulle. 
Habituellement un support de circuit intégré (CI) ou de processeur exige que le CI soit poussé dans des contacts à ressorts qui s’accrochent alors par frottement. Pour un CI avec des centaines de broches, la force d’insertion totale peut être très grande (des dizaines de newtons), entraînant le danger d’abîmer le dispositif, si toutes les broches ne sont pas correctement alignées, ce qui a été le problème causé par les sockets low insertion force (LIF).

## Solution
Pour éviter ce problème, le socket ZIF a été inventé, et a pour effet qu'avant que le CI ne soit inséré, un levier (ou glisseur) sur le côté du socket est levé, mettant tous les contacts à ressorts à part de sorte que le CI puisse être inséré avec une toute petite force (proche de zéro). Le levier est ensuite rabaissé, permettant aux contacts de se fermer et d’accrocher les broches du CI. Une alternative aux sockets ZIF sont les slots dans lesquels les contacts sont sur une seule ligne, mais qui présentent l’inconvénient de nécessiter une plus grande surface pour un même nombre de connexions.

## Limite
Du fait de leur prix, les sockets ZIF ne sont utilisés uniquement là où les slots ne conviennent plus. Les supports ZIF sont utilisés pour les circuits intégrés tels que les microprocesseurs, qui peuvent être améliorés ou remplacés plusieurs fois durant la vie du socket. Ils sont aussi utilisés dans les tests de chips et dans la programmation d’équipement, quand le même support sera utilisé pour tester ou programmer des centaines de chips.
Les PC utilisaient principalement des sockets ZIF pour les processeurs.

## Connecteurs ZIFwire-to-board
Les connecteurs ZIF wire-to-board sont utilisés pour attacher des fils à des circuits imprimés à l’intérieur d’équipement électronique. Les fils, souvent groupés en nappe, sont pré-dénudés et les extrémités nues sont placées à l’intérieur du connecteur. Les deux parties glissantes du connecteur sont alors poussées ensemble, entraînant l’accrochage des fils. L’avantage le plus important de ce système est qu’il n’exige pas une moitié jointe à adapter à la fin des fils, donc il économise de l’espace et des coûts dans l’équipement miniaturisé.